# Пиногор
Пиногор — село в Гаврилово-Посадском районе Ивановской области России, входит в состав Осановецкого сельского поселения.

## География
Село расположено в 5 км на северо-запад от центра поселения села Осановец и в 12 км на северо-запад от райцентра города Гаврилов Посад.

## История
Пиногоро в первый раз упоминается в духовном завещании князя Юрия Васильевича (родного брата Великого князя Ивана Васильевича), написанном в 1472 году, в своем завещании Юрий Васильевич пожаловал «сельцо Пиногор» младшему брату князю Андрею Васильевичу. В патриарших книгах 1648 года Пиногор значится государевым дворцовым имением. В 1834 году на средства прихожан была построена каменная церковь с колокольней вместо деревянной, в 1860 году церковь и колокольня обнесены каменной оградой. В церкви было два престола: в холодной — в честь святого Великомученика Георгия и в теплом приделе в честь Покрова Пресвятой Богородицы. В 1893 году приход состоял из одного села Пиногора, в котором числилось 102 двора, мужчин — 309, женщин — 355. С 1894 года в селе существовала школа грамоты, помещавшаяся в церковной сторожке. В годы Советской власти церковь была полностью разрушена.
В конце XIX — начале XX века село входило в состав Паршинской волости Юрьевского уезда Владимирской губернии.
С 1929 года село входило в состав Шельбовского сельсовета Гаврилово-Посадского района, с 1954 года — в составе Осановецкого сельсовета, с 2005 года — в составе Осановецкого сельского поселения.

## Население
| 1859 | 1897 | 1905 | 2010 |
| ---- | ---- | ---- | ---- |
| 500  | ↗566 | ↗725 | ↘0   |